# Acontia porphyrea
Acontia porphyrea är en fjärilsart som beskrevs av Butler 1898. Acontia porphyrea ingår i släktet Acontia och familjen nattflyn. Inga underarter finns listade i Catalogue of Life.